# アンダー・ファイア
『アンダー・ファイア』（原題：Under Fire）は、1983年のアメリカ映画。
ニカラグア内戦中の1979年6月20日、首都マナグアの路上で国家警備隊により米国ABCテレビのビル・スチュワート特派員が白昼堂々暴行され射殺された事件にインスパイアされて製作された映画である。

## ストーリー
ニカラグアの政情不安を取材するため現地に赴いた記者たちは、貧しい生活を強いられている国民の姿を目の当たりにし、政府に反抗しているのは単なる共産ゲリラの過激派であるという大統領の説明に疑問を抱く。そして反政府ゲリラの指導者が姿を見せないことから、内戦で死亡したのではないかという憶測について、事実を確かめるため危険地域に入るのだが…。

## キャスト
| 役名                   | 俳優                           | 日本語吹替   |
| 役名                   | 俳優                           | テレビ朝日版 |
| ---------------------- | ------------------------------ | ------------ |
| ラッセル・プライス     | ニック・ノルティ               | 玄田哲章     |
| アレックス・グレイザー | ジーン・ハックマン             | 石田太郎     |
| クレア                 | ジョアンナ・キャシディ         | 一柳みる     |
| オーツ                 | エド・ハリス                   | 若本規夫     |
| マルセル・ジャジー     | ジャン＝ルイ・トランティニャン | 池田勝       |
| ハブ・キトル           | リチャード・メイサー           |              |
| ソモサ大統領           | ルネ・エンリケス               | 加藤精三     |
| レジス                 | ハミルトン・キャンプ           |              |
| アイスラ               | アルマ・マルティネス           | 高乃麗       |
| ミス・パナマ           | ジェニー・ガゴ                 |              |
|                        | ホリー・パランス               |              |
|                        | エロイ・カサドス               |              |
|                        | エンリケ・ルセロ               |              |
| ジャーナリスト         | エラ・ラボリエル               |              |

- テレビ朝日版：初回放送1990年8月25日『ウィークエンドシアター』
- 演出：小山悟、翻訳：平田勝茂、効果：リレーション、調整：小野敦志、制作：東北新社

## スタッフ
- 監督：ロジャー・スポティスウッド
- 製作：ジョナサン・タプリン
- 製作総指揮：エドワード・ティーツ
- 原案：クレイトン・フローマン
- 脚本：クレイトン・フローマン、ロン・シェルトン
- 撮影：ジョン・オルコット
- 音楽：ジェリー・ゴールドスミス
- 編集：マーク・コンテ
- 美術：アグスティン・テュアルテ、トビー・ラフェルソン